# Tasso di scolarità
Il tasso di scolarità è un indicatore statistico del sistema dell'istruzione
ed ha come obiettivo primario quello di misurare indirettamente per una determinata popolazione
di riferimento la percentuale di giovani che si iscrivono ad una scuola.
Confrontando il numero di iscritti a scuola con la popolazione giovanile
permette di fare confronti tra territori o gruppi di numerosità diversa.

## Definizione
È definito a livello operativo come il rapporto tra il numero di iscritti nelle scuole
e il numero di giovani nell'età tipica per tali scuole.
{\displaystyle {\text{tasso di scolarità}}={\frac {\text{iscritti}}{\text{popolazione in età scolastica}}}\cdot 100}
L'età di riferimento dipende dal sistema d'istruzione.
In Italia si utilizza solitamente
scuola materna: 3-5 anni
scuola elementare: 6-10 anni
scuola media: 11-13 anni
scuole superiori: 14-18 anni
università: 19-24 anni
dove l'età indicata si riferisce agli anni compiuti al 31 dicembre dell'anno in cui comincia l'anno scolastico o accademico.
Abitualmente il dato sulla popolazione deriva dalla statistica sulla popolazione residente
con riferimento al 31 dicembre o al 1º gennaio.
Considerato che solitamente per l'inizio del proprio curriculum scolastico si guarda all'anno di nascita e molto meno
al mese, di fatto l'età di riferimento coincide con gli anni di nascita
anno solare di inizio anno scolastico - età in anni compiuti al 31 dicembre = anno di nascita
Esempio per la scuola elementare nell'anno scolastico 2002/2003: 
2002 -  6 = 1996
2002 -  7 = 1995
2002 -  8 = 1994
2002 -  9 = 1993
2002 - 10 = 1992
cosicché il tasso di scolarità delle elementari per il 2002/03 
divide gli iscritti, che sono nati quasi tutti negli anni 1992, 1993, 1994, 1995 e 1996,
con i residenti di questi anni di nascita.

## Tasso generico e tasso specifico
Il tasso generico solitamente fa riferimento ad un livello scolastico ed un determinato territorio, che può essere una provincia, una regione, uno Stato ma anche entità superiori come l'Unione europea. Comunque dovrebbe trattarsi di un territorio che ha un'offerta dell'istruzione la più completa possibile.
Vengono considerati tassi specifici soprattutto quelli che distinguono caratteristiche demografiche
della popolazione: 
- tasso specifico per sesso,
- tasso specifico per età, che si discosta dagli altri in quanto sia al numeratore che al denominatore viene considerata la stessa età
- tasso specifico per cittadinanza,

Viene considerato a volte come specifico anche il tasso calcolato per territori
molto ristretti potenzialmente con offerta educativa limitata, come per esempio per comune.
In tutti i casi è necessario avere a disposizione sia per il dato sugli iscritti che per il dato sulla popolazione,
una distinzione per sesso, età, cittadinanza o residenza. Per la popolazione sempre e comunque pure l'età.

## Caratteristiche e limiti
Il numeratore e il denominatore fanno riferimento a due popolazioni leggermente differenti:
- gli iscritti possono avere età differenti dal quelle usate come riferimento. Tipicamente ciò avviene in seguito alle bocciature alle quali segue molto spesso il fenomeno della ripetenza
- gli iscritti non necessariamente sono anche residenti e alcuni dei residenti potrebbero essere iscritti in altri sistemi d'istruzione sia dello stesso territorio (p.es. pur essendo in età da scuola media potrebbero essere ancora iscritti in una scuola elementare) che di un altro territorio (p.es. potrebbero frequentare una scuola nell'unità territoriale confinante)

L'iscrizione non implica una frequenza delle lezioni, pertanto con il passare delle settimane potrebbe
calare il numero di coloro che - dopo essersi iscritti - continuano a frequentare. Soprattutto
in assenza di obbligo scolastico o elevata evasione dello stesso
la data di rilevazione degli iscritti risulta determinante.
In presenza di obbligo scolastico e bassissima evasione dell'obbligo stesso 
il tasso di scolarità supera praticamente sempre il valore del 100% e di fatto
misura non più il livello di scolarità ma la percentuale media di bocciature
negli ultimi 5 anni (3 nel caso della scuola media).
In presenza di fenomeni migratori che coinvolgono giovani in età scolastica
vi possono essere differenze dovute al fatto che i giovani vengono iscritti 
a scuola molto prima che vengano registrati tra la popolazione residente,
cosicché il tasso di scolarità può risultare molto più alto (o basso)
di quanto avviene nella realtà.
In presenza di una insufficiente offerta scolastica vi può essere un importante
fenomeno di pendolarismo scolastico, per cui il numero di giovani residenti
che si iscrive in una scuola di un'altra zona può causare un notevole
abbassamento del tasso di scolarità.